# Valetsberg
Valetsberg ist ein Gemeindeteil der Kreisstadt Wunsiedel im Landkreis Wunsiedel im Fichtelgebirge (Oberfranken,  Bayern). Der Weiler liegt drei Kilometer nördlich der Stadt, auf einer Anhöhe westlich der Straße nach Bibersbach–Röslau. Im Jahr 2000 lebten in Valetsberg 16 Personen.

## Geschichte
Urkundlich wurde Valetsberg in einer Rechnung 1421/22 genannt, als die Bauern an den markgräflichen Amtmann zu Hohenberg als Zins Eier abgeben mussten. 1818 kam die rein bäuerliche Siedlung zur damaligen Gemeinde Hildenbach, nach der Gebietsreform 1978 zur Stadt Wunsiedel.